# 振兴中华

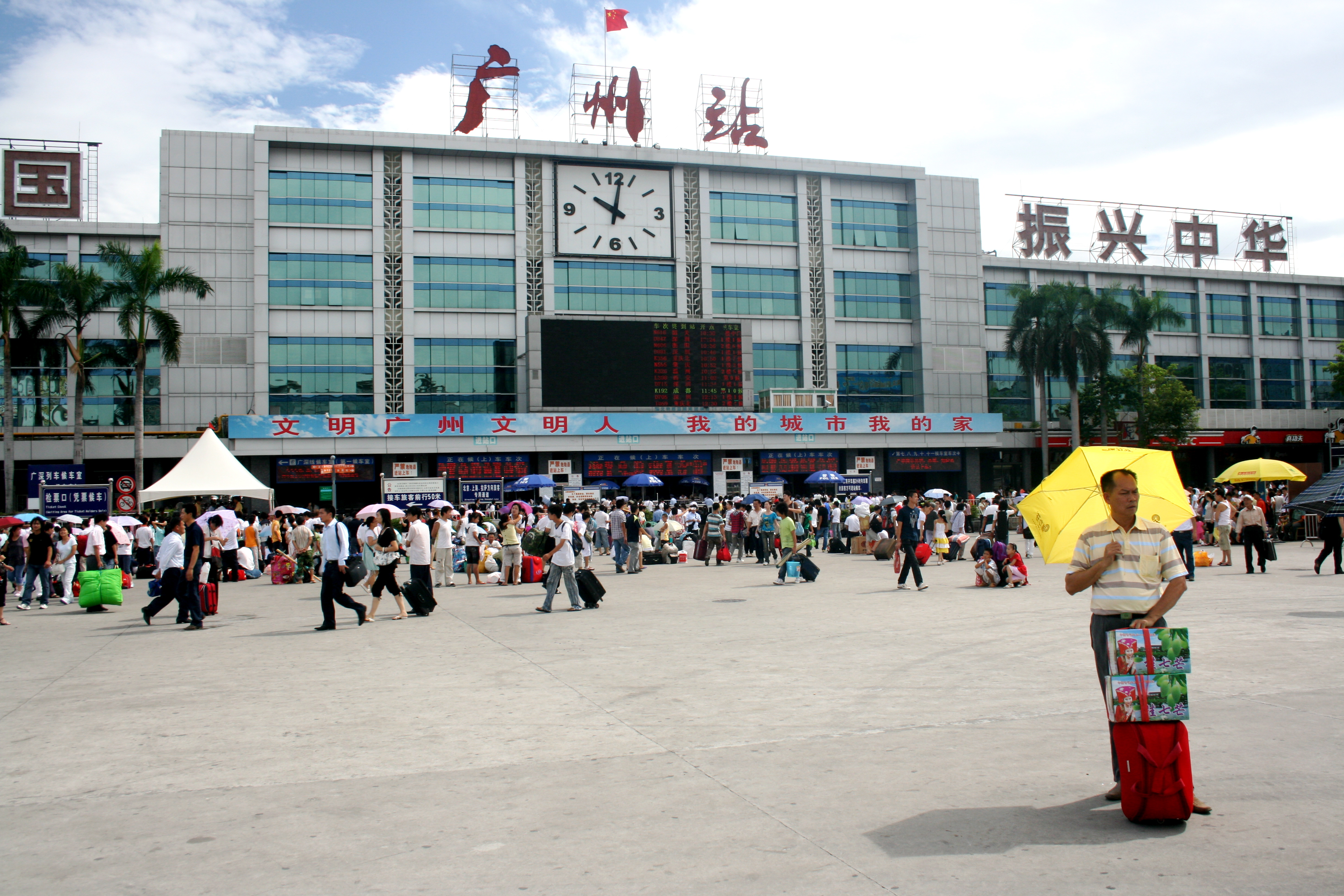
广州火车站的站房自1986年起挂有“统一祖国，振兴中华”霓虹燈标语

振兴中华是近代中国领导人提出的执政理念，最早由中華民國國父孙中山提出。

## 出处
- 孙中山《兴中会章程》：“是会之设，专为振兴中华、维持国体起见。”